# Fate/Apocrypha
Fate/Apocrypha (フェイト/アポクリファ Feito/Apokurifa?) es una novela ligera basada en el mundo de Fate/stay night de la desarrolladora Type-Moon, escrita por Yûichirô Higashide e ilustrada por Ototsugu Konoe. El primer capítulo de la novela se publicó el 15 de diciembre de 2011 en la séptima edición de la revista Type-Moon Ace. La primera novela fue lanzada el 29 de diciembre de 2012, durante el Comiket 83.

## Argumento
La historia se desarrolla en un mundo paralelo al original de Fate/stay night, donde la Casa de Einzbern convocó a un Ruler en lugar de un Avenger en la Tercera Guerra del Santo Grial, y el Santo Grial fue retirado de la ciudad de Fuyuki a Rumania después de la guerra. Por lo tanto, los eventos de Fate/stay night y Fate/Zero nunca sucedieron. Se centra en el conflicto entre las dos facciones opuestas, Rojo y Negro, cada una convocando a siete Servants y el propio Grial convocando a un Servant especial de clase Ruler como mediador de la Guerra del Santo Grial. Los miembros de la facción Roja son magos enviados por la Asociación de Magos de la Torre del Reloj, mientras que los miembros de la facción Negra son parte de un grupo rumano de magos llamado Yggdmillennia.

## Personajes
Sieg (ジーク Jīku)
Sieg es el personaje principal de Fate/Apocrypha. En un principio era uno más de los homúnculos usados por la familia Yggdramillennia, pero al ver el trato inhumano que se les daba, decidió rebelarse y escapar. Debido a su frágil cuerpo, fue salvado por Rider of Black, quien trató de ayudarle a escapar, pero fueron interceptados por Saber of Black junto a su máster. Durante ese incidente, el homúnculo fue herido de muerte, a lo cual Saber of Black decide entregarle su corazón para salvarle la vida, otorgándole así un poder desconocido. Desde ese entonces, el homúnculo decidió llamarse a sí mismo, Sieg, en homenaje a su salvador.
Ruler (ルーラー Rūrā) - Junne d'Arc (ジャンヌ・ダルク Jannu Daruku)
Es la protagonista principal femenina. Se trata de Juana de Arco, la gran heroína de 15 años Francesa de Edad Media. Durante los acontecimientos de Fate/Apocrypha, ella fue invocada por el Gran Grial como una mediadora en la guerra que estaba por librarse. Debido a su condición como Santa, es invocada como Ruler, lo que le da absoluto control sobre los servants que fueron invocados en esa guerra. Al ser una Ruler, ella se mantiene neutral en el desarrollo de las batallas, y al mismo tiempo, intenta descubrir la razón por la cual fue invocada. Dada su condición especial, ella tuvo que encarnar en el cuerpo de una joven llamada Leticia, quien posee un gran parecido con ella.

### Facción Negra
La Facción Negra se compone de los magos asociados con la familia Yggdramillennia, quienes buscan el poder del Santo Grial para recuperar el prestigio que tenían antes de ser discriminados por la Asociación de Magos. Dentro de sus filas poseen a los siguientes servants:
Saber of Black ("黒"のセイバー "Kuro" no Seibā) - Siegfried (ジークフリート Jīkufurīdo) Sumanai
Se trata de Siegfried, el héroe de la mitología nórdica que derrotó al temible dragón maligno Fafnir, ganando así la inmortalidad y la admiración de su pueblo. Fue invocado como Saber para luchar a favor de la facción negra, siendo un servant honorable y generoso, lo cual contrasta con su máster, llamado Gordes Musik Yggdmillennias, quien lo trata como una mera herramienta para ganar la guerra.
Archer of Black ("黒"のアーチャー "Kuro" no Āchā) - Chiron (ケイローン Keirōn)
En la mitología griega fue conocido como Quirón, un centauro sabio y de buen carácter, el cual fue tutor de varios héroes de su misma época. Fue invocado como Archer debido a su buena vista y talento con el arco, aunque a diferencia de su vida pasada, su apariencia es más humana. Su máster es Fiore Yggdramillennia, una joven hechicera paraplégica, con quien logra entablar una gran amistad.
Lancer of Black ("黒"のランサー "Kuro" no Ransā) - Vlad III (ヴラド三世 Vurado Sansei)
El antiguo Rey de Rumanía, más conocido como Vlad el Empalador, del cual provino su leyenda como el Conde Drácula. Invocado por Darnic Prestone Yggdmillennias, Vlad hace gala de su poder como Lancer, el cual se incrementa por el hecho de haber sido invocado en su antigua nación. Además de mostrar un gran poder, también destaca como un líder inspirador para los demás servants y como alguien sabio a la hora de tomar decisiones radicales.
Rider of Black ("黒"のライダー "Kuro" no Raidā) - Astolfo (アストルフォ Asutorufo)
Astolfo fue uno de los 12 paladines de Carlomagno, provenientes de la literatura francesa. A simple vista parece una chica, pero en realidad es un hombre, lo cual no le impide mostrar su personalidad amable y extrovertida ante los demás servants. Al pertenecer a la clase Rider, Astolfo puede invocar a su bestia Hippogriff para cabalgar por los cielos. Su personalidad amable y compasiva fueron clave para salvar al homúnculo Sieg, con quien rápidamente se encariñó, lo que por desgracia provoca los celos enfermizos de su máster, llamada Celenike Icecolle Yggdmillennias.
Caster of Black ("黒"のキャスター "Kuro" no Kyasutā) - Avicebron (アヴィケブロン Avikeburon)
Conocido como el "Fabricante de Golems", Avicebron fue un filósofo hispano-judío que destacó en su época como un hombre sabio en las tierras árabes. Fue invocado como Caster para realizar su más grande sueño, la fabricación definitiva de Golems, y para ello suele tomar los circuitos mágicos de los homúnculos que fabrica la familia Yggdmillennia. Su máster es Roche Frain Yggdmillennias, un joven aprendiz que intenta seguir los pasos de su servant, a quien admira mucho, a tal punto, que está dispuesto a sacrificar a quien sea, con tal de lograr su sueño.
Berserker of Black ("黒"のバーサーカー "Kuro" no Bāsākā) - Frankenstein's monster (フランケンシュタインの怪物 Furankenshutain no Kaibutsu)
Más conocida como el Monstruo de Frankenstein, es una servant de tipo Berserker. Contrario a lo que dice su leyenda original, Frankenstein resulta ser una chica que fue creada con diferentes partes humanas, pero que al ser rechazada por su creador, decide suicidarse en un incendio. Su apariencia es una anécdota, puesto que posee un traje de novia, haciendo alusión a la película La novia de Frankenstein. Su máster es Caules Forvedge Yggdmillennia, un joven mago de personalidad amable, con quien logra entablar una gran amistad.
Assassin of Black ("黒"のアサシン "Kuro" no Asashin) - Jack the Ripper (ジャック・ザ・リッパー Jakku za Rippā)
Se trata de una pequeña niña de apariencia frágil, pero que en realidad se hace llamar Jack el Destripador. Su origen es diferente al establecido por la historia, ya que en realidad esta versión de Jack se origina por los múltiples abortos de prostitutas en los tiempos oscuros de Londres. Fue invocada por un mago de la facción negra llamado Hyouma Sagara, quien trató de sacrificar a una mujer llamada Reika, a lo que Jack respondió matando a su propio máster. Debido a ello, Reika pasó a convertirse en su máster, pero al no ser una hechicera, Jack debe alimentarse de corazones de magos para mantener sus poderes.

### Facción Roja
La Facción Roja proviene de la Asociación de Magos en la Torre del Reloj, los cuales son los líderes en todas las ramas de la magia antigua y moderna. Cuando se enteraron de que la familia Yggdmillennia estaba en posesión de Gran Grial, intervinieron para que fuese posible invocar a sus propios servants, y así recuperar el grial. Los servants que fueron invocados son:
Saber of Red ("赤"のセイバー "Aka" no Seiba) - Mordred (モードレッド Mōdoreddo)
Conocido como el Caballero de la Traición, Mordred es el hijo bastardo del Rey Arturo. En Fate/Apocrypha es presentada como una mujer de armadura y temperamento fuerte, la cual traicionó a su nación y luchó hasta la muerte contra su padre. Al ser invocada como Saber, ella busca obtener la espada Excalibur y ser reconocida como Rey de Gran Bretaña. Su máster es Kairi Sisigous, un cazarrecompensas que trabaja para la Asociación de Magos, con quien logra llevarse bien durante la guerra del Gran Grial.
Archer of Red ("赤"のアーチャー "Aka" no Āchā) - Atalanta (アタランテ Atarante)
Su verdadero nombre es Atalanta, la Cazadora Casta. Es famosa en la mitología griega por sus grandes hazañas y perfecto uso del arco, razón por la cual es llamada como un Archer. Fue invocada por un mago llamado Rottweil Berzinskys, pero posteriormente Shirou Kotomine se convirtió en su máster. Durante la guerra por el Gran Grial, suele pelear en compañía de Rider of Red, con quien hace buen equipo.
Lancer of Red ("赤"のランサー "Aka" no Ransā) - Karna (カルナ Karuna)
Su verdadero nombre es Karna, el Hijo del Dios Sol, el héroe invulnerable de la epopeya hindú Mahabharata. Karna se hizo famoso como el rival de Arjuna, el gran héroe de la mitología hindú. En Fate/Apocrypha es invocado como un Lancer, siendo uno de los servants más fuertes de la Facción Roja, destacando por encima de todo, su divinidad y voluntad inquebrantable. Su máster fue un mago llamado Feend vor Sembren, pero luego le cede su puesto a Shirou Kotomine.
Rider of Red ("赤"のライダー "Aka" no Raidā) - Achilles (アキレウス Akireusu)
Se trata de Aquiles, uno de los héroes más famosos de la mitología griega. Fue protagonista de grandes historias, siendo la más conocida "La Ilíada", donde comandó los ejércitos de Grecia y derrotó a Héctor de Troya. En Apocrypha es invocado como un Rider de grandes habilidades, el cual suele batallar en compañía de Archer of Red. Fue invocado por un mago llamado Cabik Pentels, pero posteriormente Shirou Kotomine se convierte en su máster.
Caster of Red ("赤"のキャスター "Aka" no Kyasutā) - William Shakespeare (ウィリアム・シェイクスピア U~Iriamu Sheikusupia)
El Caster de la Facción Roja es William Shakespeare, el famoso escritor y poeta inglés. Se muestra como un hombre apasionado por presenciar la guerra por el Gran Grial, pero curiosamente no desea pelear en ella. Dado que su leyenda no involucra hazañas heroicas, parece un servant débil, pero que esconde un poder desconocido en su interior. Su máster fue una hechicera llamada Jean Rum, pero luego le cede su puesto a Shirou Kotomine.
Berserker of Red ("赤"のバーサーカー "Aka" no Bāsākā) - Spartacus (スパルタクス Suparutakusu)
Su verdadera identidad es Espartaco, El Gladiador más fuerte y cabecilla de la rebelión de esclavos en la antigua Roma. Es invocado como un Berserker, imparable e impulsivo, lo que como consecuencia, provoca que sea capturado por la Facción Negra. Su máster era un mago llamado Diemlet Pentels, pero al igual que los demás, entregó su puesto a Shirou Kotomine.
Assassin of Red ("赤"のアサシン "Aka" no Asashin) - Semiramis (セミラミス Semiramisu)
Es conocida como Semíramis, la Reina Sabia de Asiria. Fue invocada como Assassin debido a su habilidad para envenenar a sus víctimas sin dejar rastro, aunque también posee habilidades como Caster. Es la servant invocada por Shirou Kotomine, el cual es un mago que representa a la Santa Iglesia (aunque también se da a entender que Shirou Kotomine podría ser otro Servant de clase ruler invocado por motivos desconocidos)

## Contenido de la obra

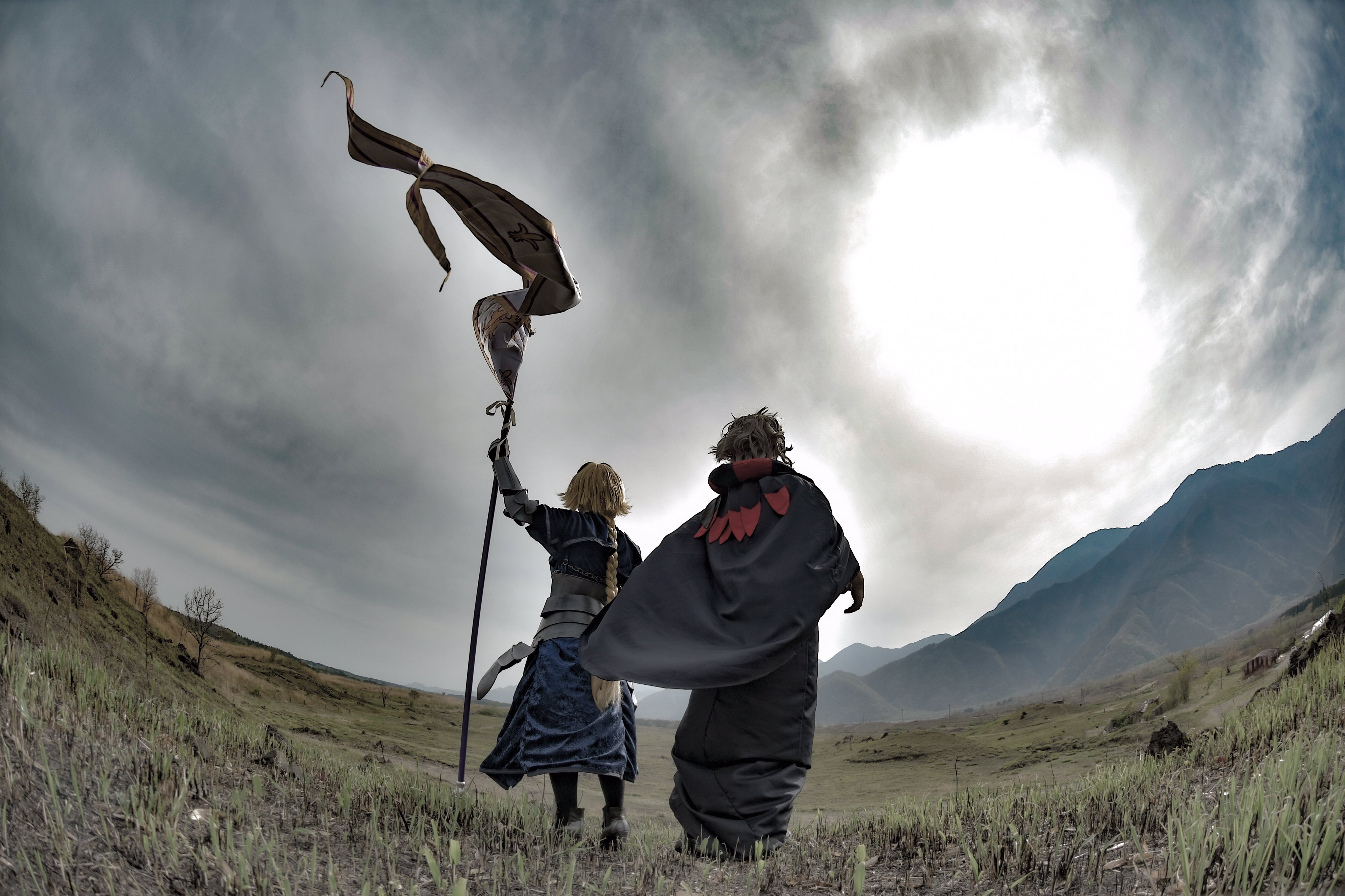
Cosplay de Juana de Arco (Ruler en Fate/Apocrypha) y Gilles de Rais (Caster en Fate/Zero).

### Novelas ligeras
Fate/Apocrypha está escrito por Yūichirō Higashide e ilustrado por Ototsugu Konoe. Fate/Apocrypha se introdujo originalmente como un proyecto cancelado para un juego en línea, con varios detalles y diseños de personajes de varios artistas recopilados en Fate/complete material IV Extra material. En noviembre de 2011, se anunció como un nuevo proyecto llamado Fate/Apocrypha, y, a principios de diciembre, Higashide confirmó en Twitter que está escribiendo Fate/Apocrypha como una novela ligera. El 15 de diciembre de 2011, en el séptimo volumen de la revista Type-Moon Ace, se publicó por primera vez como una historia corta escrita por Higashide como el primer capítulo. Aunque algunos elementos de la historia estaban presentes, la historia corta en sí misma no tiene relación con la versión final de la historia presentada en las novelas. El número planificado original de libros era cuatro, pero Higashide confirmó más tarde que la historia finalmente se extendió a cinco libros. El proyecto de juego en línea original se ha reiniciado como Fate/Grand Order.

### Manga
Una adaptación de manga, ilustrada por Akira Ishida, comenzó la serialización en la revista Comp Ace de Kadokawa Shoten con el número de agosto de 2016 vendido el 26 de junio.

### Anime
Una serie de televisión de anime, dirigida por Yoshiyuki Asai y producida por A-1 Pictures, se estrenó el 2 de julio de 2017 en Tokyo MX, Nippon BS Broadcasting, Gunma TV, Tochigi TV y Mainichi BS. La serie duró 25 episodios. Yūichirō Higashide escribió los guiones, Yūkei Yamada diseñó los personajes y Masaru Yokoyama compuso la música. La serie se transmite por Netflix en Japón. Los primeros doce episodios de la serie comenzaron a transmitirse en Netflix fuera de Japón el 7 de noviembre de 2017. Aniplex of America lanzó más tarde la serie en Blu-ray en dos sets el 20 de noviembre de 2018 y el 12 de febrero de 2019 con un doblaje completo en inglés. Madman Entertainment adquirió la serie para el lanzamiento de vídeos caseros en Australia y Nueva Zelanda, y MVM Entertainment adquirió la serie para video casero en el Reino Unido e Irlanda.
De los episodios 1-12, el primer tema de apertura es "Eiyū: Unmei no Uta" (英雄 運命の詩, "Heroes: Song of Fate") de Egoist, mientras que el tema final es "Désir" (Deseo) de Garnidelia. Desde los episodios 13 en adelante, el segundo tema de apertura es "Ash" de LiSA, mientras que el tema final es "Koe" de Asca.